# Сямкурева къща
Сямкуревата къща (на гръцки: Οικία Σιάμκουρη) е къща в град Лерин, Гърция.

## Местоположение
Къщата е разположена на улица „Преспес“ № 14.

## История
Собственост е на семейство Сямкурис.
В 1987 година къщата е обявена за паметник на културата.

## Архитектура
Сградата е в неокласически стил.